# Peter
För andra betydelser, se Peter (olika betydelser).
Peter är mansnamn som är en engelsk, tysk och ungersk form av det latinska namnet Petrus som härstammar från det grekiska namnet Petros. Petros är en översättning av det arameiska namnet Kepa eller Kepha som betyder 'klippa' (latinsk form Kefas). Namnet tar formerna Petrus på latin, Pjotr på ryska, Petar på serbokroatiska, Pierre på franska, Pietro på italienska, Pedro på spanska och portugisiska, Pieter på nederländska och Pétur på isländska. Ryska tsarer med namnet Pjotr kallas på svenska Peter.
Peter var ett modenamn på 1970- och 1980-talen men har på senare tid minskat i popularitet. 31 december 2005 fanns det totalt 110 902 personer i Sverige med namnet Peter varav 62 709 med det som tilltalsnamn. År 2003 fick 547 pojkar namnet, varav 32 fick det som tilltalsnamn. År 2017 var det Sveriges 8:e vanligaste pojknamn, med 62 737 bärare 
Namnet togs in i svenska almanackan 1986 tillsammans med Petter på den 29 juni där Petrus sedan länge haft sin namnsdag. 1993 försvann Petter och 2001 även Petrus. Peter delar nu namnsdag med Petra.
År 2009 hade namnet Peter getts åt totalt 11 345 män i Finland.
Namnsdag: i Sverige 29 juni. Regn på Petrusdagen (29 juni) var i det traditionella bondesamhället tecken på en bra sommar. I den finlandssvenska namnsdagslängden har Peter namnsdag 29 juni sedan starten 1929, då en egen namnsdagskalender togs i bruk för finlandssvenskar.
Varianter av namnet är bland annat Petrus, Per, Petter och Peder.

## Kungliga och furstliga personer med namnet Peter
Aragonien
- Peter I av Aragonien (1068–1104)
- Peter II av Aragonien (1178–1213)
- Peter III av Aragonien (1239–1285)
- Peter IV av Aragonien (1319–1387)

Brasilien
- Peter I av Brasilien (1798–1834)
- Peter II av Brasilien(1825–1891)
- Peter av Brasilien (1848–1850)

Bretagne
- Peter II av Bretagne (1418–1457)

Bulgarien
- Peter I av Bulgarien (895–969)
- Peter II av Bulgarien (omkring 1040)

Cypern
- Peter I av Cypern (1328–1369)
- Peter II av Cypern (1357–1382)

Jugoslavien
- Peter II av Jugoslavien (1923–1970)

Kastilien
- Peter I av Kastilien (1334–1369)

Konstantinopel
- Peter av Konstantinopel (död 1219)

Oldenburg
- Peter I av Oldenburg (1755–1829)
- Peter II av Oldenburg (1827–1900)

Portugal
- Peter I av Portugal (1320–1327)
- Peter II av Portugal (1648–1706)
- Peter III av Portugal)(1717–1786)
- Peter V av Portugal (1837–1861)

Ryssland
- Peter den store (1672–1725)
- Peter II av Ryssland (1715–1730)
- Peter III av Ryssland (1728–1762)

Serbien
- Peter I av Serbien (1844–1921)

Sicilien
- Peter II av Sicilien (1304–1342)

Ungern
- Peter I av Ungern (1011–1046)

## Personer med förnamnet Peter
- Personer med förnamnet Peter

## Personer med efternamnet Peter
- Albert Peter (1853–1937), tysk botanist
- Alfred Ernest Peter (1890–1980), schweizisk konstnär
- Axel Peter (1863–1942), svensk bildkonstnär
- Babett Peter (född 1988), tysk fotbollsspelare
- Birgit Peter (född 1964), (öst)tysk roddare
- Bruno Peter (1853–1911), tysk astronom
- Carl Peter (aktiv 1890), tysk kompositör
- Christoph Peter (1626–1669), tysk kompositör
- Friedrich Peter (1921–2005), österrikisk politiker
- Gábor Péter (1806–1993), ungersk kommunistledare
- Gustav Peter (1833–1919), ungersk kompositör
- H A Peter pseudonym för Peter Adolf Fleischauer (1904–1977), österrikisk-svensk kompositör och musiker
- John Peter (1937–1998), indisk landhockeyspelare
- Jörg Peter (född 1955), tysk långdistanslöpare
- Karl Edvard Peter (1890–1973), svensk konservator och målare
- Michael Peter (1949–1997), västtysk landhockeyspelare
- Nsima Peter (född 1988), nigeriansk fotbollsspelare, verksam i Sverige
- Patrik Peter, svensk journalist och programledare
- Samuel Peter (född 1980), nigeriansk-amerikansk boxare
- Werner Peter (född 1950), östtysk fotbollsspelare

## Fiktiva
- Peter Pan
- Peter Pevensie, en av de fyra syskonen i Narniaböckerna.